# Kirchliche Gemeinschaften
Kirchliche Gemeinschaften (communitates ecclesiales, communitates ecclesiasticae) sind im Sprachgebrauch der römisch-katholischen Kirche christliche Konfessionen, die sie nach ihren Kriterien nicht als Kirchen bezeichnen kann.

## Vorkonziliarer Katholizismus
Siehe auch: Rückkehr-Ökumene.
Vor dem Zweiten Vatikanischen Konzil identifizierte sich die Römisch-katholische Kirche in der Weise mit der Kirche Jesu Christi, dass sie außerhalb ihrer selbst nur Häretiker, Schismatiker und Nichtchristen erkennen konnte. In einer gewissen Spannung dazu wurde die Orthodoxie meist als Kirche(n) bezeichnet, womit ein historischer Sprachgebrauch nachwirkte. Die aus der Reformation hervorgegangenen Konfessionen wurden von Rom vor dem Konzil zu keinem Zeitpunkt als Kirchen anerkannt.

## Zweites Vatikanisches Konzil
Das Verhältnis nichtkatholischer Christen und Kirchen zur römisch-katholischen Kirche, welches den Texten des Zweiten Vatikanischen Konzils zugrunde liegt, kann man sich im Modell konzentrischer Kreise verdeutlichen. Die römisch-katholische Kirche bildet den innersten Kreis (nur in ihr findet sich die „Fülle der Heilsmittel“), Jesus Christus aber ist das Zentrum. Während Katholiken der Kirche „einverleibt“ sind (incorporantur), sind Nichtkatholiken in verschiedener Weise mit ihr verbunden oder auf sie hingeordnet.
Das Konzil unterschied zwischen „Kirchen“ und „kirchlichen Gemeinschaften“. Um diese Formulierung wurde während des Konzils gerungen. Die ersten Textentwürfe unterschieden zwischen den „Kirchen“ des Ostens und den aus der Reformation hervorgegangenen „Gemeinschaften“. Die positive Wahrnehmung von Gemeinschaften bedeutete bereits einen wesentlichen Fortschritt gegenüber der Vorstellung, dass nichtkatholische Christen nur als Einzelpersonen („getrennte Brüder“, fratres seiuncti) auf die katholische Kirche hingeordnet seien. Die „Gemeinschaften“ kamen neu in den Blick als die Orte, an denen diese Christen ihren Glauben leben. So heißt es explizit im Vorwort von Unitatis redintegratio über die ökumenisch engagierten Nichtkatholiken, dass sie „den dreieinigen Gott anrufen und Jesus als Herrn und Erlöser bekennen, und zwar nicht nur einzeln für sich, sondern auch in ihren Gemeinschaften (in coetibus congregati), in denen sie die frohe Botschaft vernommen haben und die sie ihre Kirche und Gottes Kirche nennen (Ecclesiam dicunt esse suam et Dei).“
Bei der Eröffnungsrede zur zweiten Sitzungsperiode sprach Papst Paul VI. von Gemeinschaften, „die sich mit dem Namen Kirche schmücken“ – es blieb in der Schwebe, ob er diese Selbstbezeichnung anerkannte; jedenfalls wies er sie nicht zurück. Tatsächlich stand das Einheitssekretariat unter Kardinal Bea vor der schwierigen Aufgabe, eine gemeinsame Bezeichnung zu finden, die nicht nur für Lutheraner und Reformierte, sondern beispielsweise auch für Quäker und Disciples of Christ angemessen war und deren Selbstverständnis berücksichtigte. Man konnte zur Zeit des Konzils katholischerseits darauf verweisen, dass die Unterschiede der Konfessionen im protestantischen Spektrum so groß waren, dass sie untereinander größtenteils keine Abendmahlsgemeinschaft praktizierten.
In der dritten Sitzungsperiode fiel dann die Entscheidung, „Kirchen“ des Ostens und „Kirchen und kirchliche Gemeinschaften“ des Westens zu benennen und es offen zu lassen, welche Konfession des Westens als Kirche, welche als kirchliche Gemeinschaft bezeichnet wurde.
„Die Kirchen und Kirchlichen Gemeinschaften (Ecclesiae et Communitates ecclesiales), die in der schweren Krise, die im Abendland schon vom Ende des Mittelalters ihren Ausgang genommen hat, oder auch in späterer Zeit vom Römischen Apostolischen Stuhl getrennt wurden, sind mit der katholischen Kirche durch das Band besonderer Verwandtschaft verbunden …“ (Unitatis redintegratio 19)

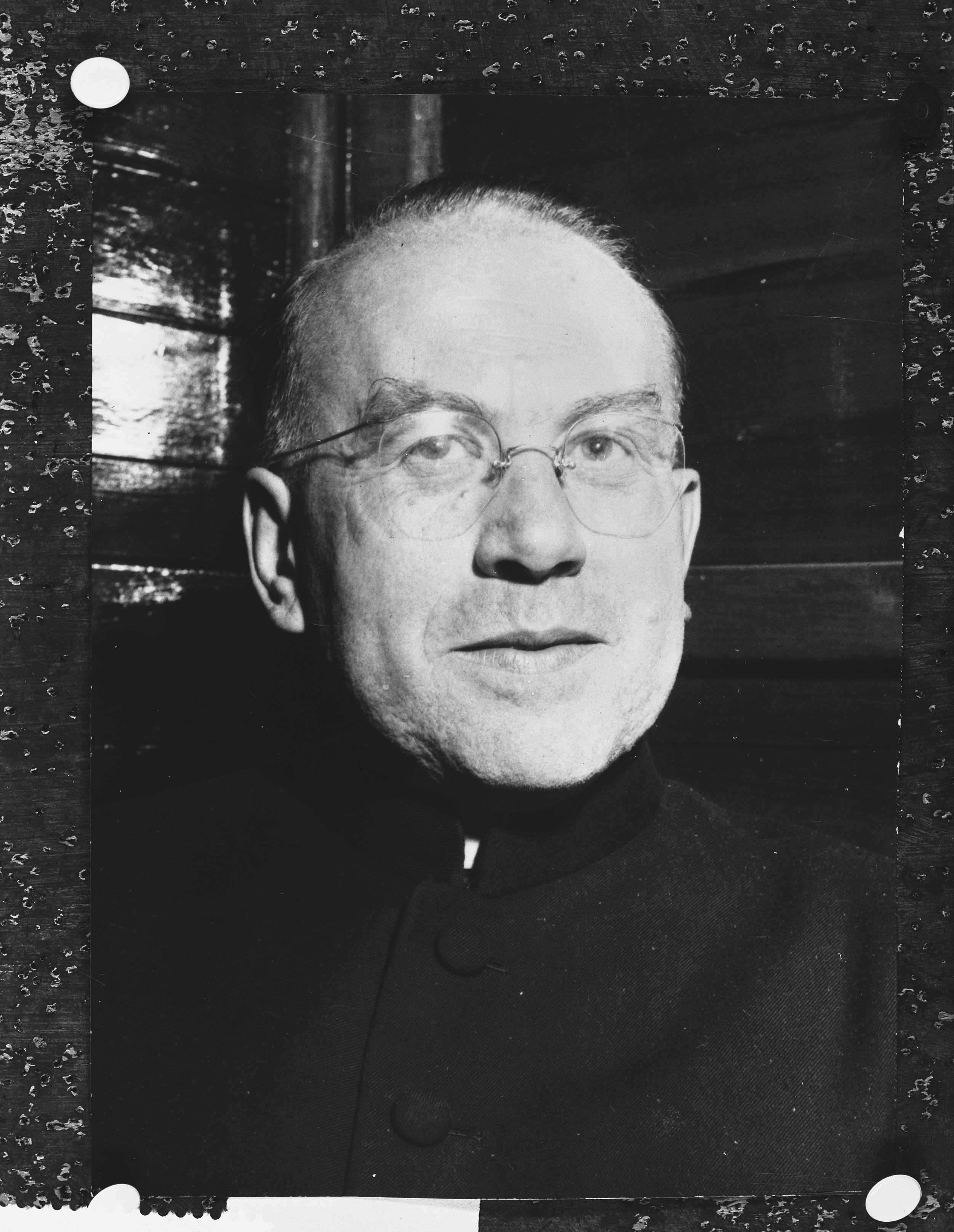
Kardinal Franz König (1960)

Die Begriffsprägung „kirchliche Gemeinschaften“ (communitates ecclesiales) stammt von Kardinal Franz König, der Begriff sollte die „kirchlichen Elemente“ würdigen, die man in den betreffenden Konfessionen wahrnahm. Da das Adjektiv ecclesiasticus bereits anders konnotiert war, schuf man für das Ökumenismusdekret das neue Adjektiv ecclesialis. Dass im Konzilsdokument Lumen gentium davon abweichend der lateinische Begriff communitates ecclesiasticae gebraucht wird, bedeutet keinen inhaltlichen Unterschied:
„Mit jenen, die durch die Taufe der Ehre des Christennamens teilhaft sind, den vollen Glauben aber nicht bekennen oder die Einheit der Gemeinschaft unter dem Nachfolger Petri nicht wahren, weiß sich die Kirche aus mehrfachem Grunde verbunden. Viele nämlich halten die Schrift als Glaubens- und Lebensnorm in Ehren, zeigen einen aufrichtigen religiösen Eifer, glauben in Liebe an Gott, den allmächtigen Vater, und an Christus, den Sohn Gottes und Erlöser, empfangen das Zeichen der Taufe, wodurch sie mit Christus verbunden werden; ja sie anerkennen und empfangen auch andere Sakramente in ihren eigenen Kirchen oder kirchlichen Gemeinschaften (in propriis Ecclesiis vel communitatibus ecclesiasticis).“ (Lumen gentium 15)

## Neuere Entwicklung
Zwischen dem Vatikan und der Anglikanischen Gemeinschaft kam es nach dem Konzil zu bemerkenswerten ökumenischen Gesten. Paul VI. steckte Arthur Michael Ramsey, dem Erzbischof von Canterbury bei dessen Besuch im Vatikan 1966 seinen eigenen Bischofsring auf, den er 1954 als Erzbischof von Mailand erhalten hatte. Der Erzbischof, so Paul Avis, sei von dieser Geste völlig überrascht worden; der Ring werde seitdem vom jeweiligen Erzbischof von Canterbury getragen, wenn er Rom besuche.
Das Pontifikat Johannes Pauls II. sandte widersprüchliche Signale hinsichtlich des Kirchencharakters der aus der Reformation hervorgegangenen Konfessionen, so Bernd Jochen Hilberath: „… da segnet der Papst zusammen mit dem Erzbischof von Canterbury die Gläubigen auf dem Petersplatz und übergeht dabei, dass jener nach der offiziellen Doktrin Laie ist, da anglikanische Weihen nach wie vor als ungültig gelten; derselbe Papst … überreicht den schwedischen Bischöfen einen Ring, und er schreibt eine Enzyklika Ecclesia de Eucharistia, … da ‚darf‘ die Kongregation für die Glaubenslehre die Erklärung Dominus Iesus veröffentlichen, der Päpstliche Rat zur Förderung der Einheit der Christen gleichzeitig … Dialoggruppen mit allen, die wollen, bilden.“

Die am 6. August 2000 veröffentlichte Erklärung Dominus Iesus trug die theologische Handschrift des damaligen Präfekten der Glaubenskongregation, Kardinal Joseph Ratzinger. Sie wiederholte nicht nur Formulierungen des Konzils. Während im Ökumenismusdekret das Grundmotiv erkennbar war, Verbindendes zu benennen, wurde jetzt der Defekt von Gemeinschaften ohne gültigen Episkopat hervorgehoben, ohne ihnen allerdings eine Ekklesialität ganz abzusprechen:
„Die kirchlichen Gemeinschaften (Communitates ecclesiales) hingegen, die den gültigen Episkopat und die ursprüngliche und vollständige Wirklichkeit des eucharistischen Mysteriums nicht bewahrt haben, sind nicht Kirchen im eigentlichen Sinn (sensu proprio Ecclesiae non sunt); die in diesen Gemeinschaften Getauften sind aber durch die Taufe Christus eingegliedert und stehen deshalb in einer gewissen, wenn auch nicht vollkommenen Gemeinschaft mit der Kirche.“ (Dominus Iesus 17)
Hier fällt auf, dass in vorkonziliarer Tradition die nichtkatholischen Christen vor allem als Einzelpersonen wahrgenommen werden („die Getauften“), die in einer Verbindung zur Kirche Jesu Christi – der römisch-katholischen Kirche – stehen.

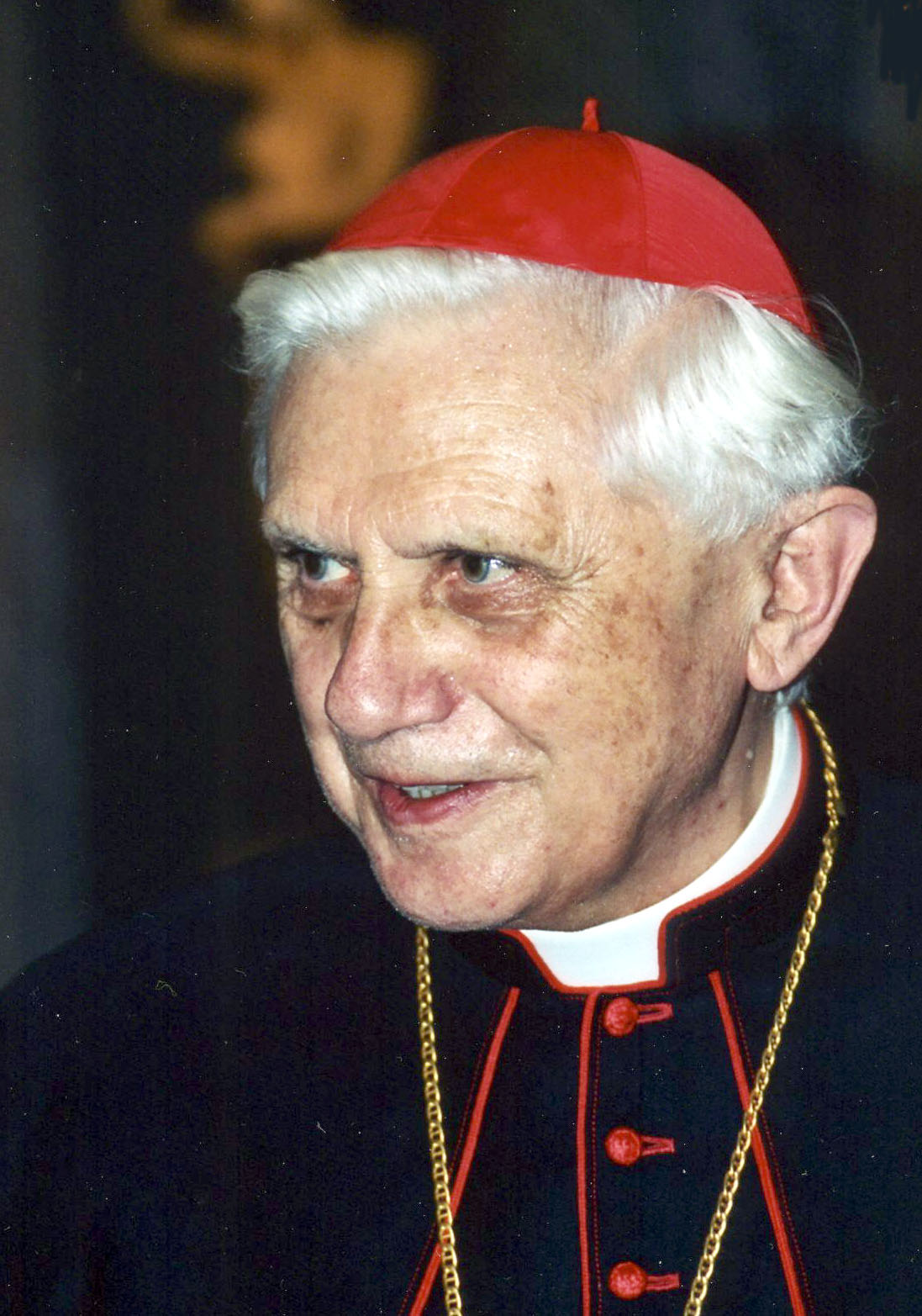
Kardinal Joseph Ratzinger, Präfekt der Glaubenskongregation 1981–2005, im Jahr 2003

Da die sogenannten „kirchliche Gemeinschaften“ sich in ihrem Eigenverständnis nicht für defizitär halten, wurde die Sprachregelung von Dominus Iesus als Herabsetzung empfunden. „Die Kirchen der Reformation stehen für die Erklärung gewissermaßen auf der untersten Stufe der kirchlichen Rangordnung. … Mit einer Deutlichkeit, die für Zweifel keinen Raum lässt, wird hier dem Prinzip eines Umgangs par cum pari, also von gleich zu gleich, eine Absage erteilt,“ erklärte Präses Manfred Kock als Ratsvorsitzender der EKD.
Ähnlich urteilte dessen Amtsnachfolger Wolfgang Huber. Er erinnerte daran, dass weniger als ein Jahr vor dem Erscheinen der Erklärung Dominus Iesus die gemeinsame Erklärung zur Rechtfertigungslehre unterzeichnet worden sei, in der Vertreter der römisch-katholischen Kirche und der lutherischen Kirche einen Dialog „als gleichberechtigte Partner (par cum pari)“ ankündigten. Davon sei in der Erklärung nichts mehr zu spüren. Vielmehr habe dieser Text „am römisch-katholischen Kirchenverständnis gerade die Züge hervortreten lassen, die es für evangelische Christen dauerhaft unannehmbar machen“.
Ratzinger äußerte in einem Interview zu dieser Kritik aus dem Raum der EKD, es scheine ihm absurd, wenn von Katholiken erwartet würde, evangelische Landeskirchen, „diese zufälligen historischen Bildungen“ und „faktischen evangelischen Kirchentümer“, in dem gleichen Sinn als Kirche anzusehen wie die katholische Kirche. Er schlug vor, die evangelischen Kirchen sollten ihre eigene Ekklesiologie offensiver vertreten: „dort ‚ereignet sich Kirche‘, um es einmal so auszudrücken.“

Im Juli 2007 veröffentlichte die Kongregation für die Glaubenslehre das Schreiben Responsa ad quaestiones de aliquibus sententiis ad doctrinam de ecclesia pertinentibus, in dem die Unterscheidung zwischen Kirche und kirchlicher Gemeinschaft bekräftigt wird:
„5. Frage: Warum schreiben die Texte des Konzils und des nachfolgenden Lehramts den Gemeinschaften, die aus der Reformation des 16. Jahrhunderts hervorgegangen sind, den Titel „Kirche“ nicht zu? Antwort: Weil diese Gemeinschaften nach katholischer Lehre die apostolische Sukzession im Weihesakrament nicht besitzen und ihnen deshalb ein wesentliches konstitutives Element des Kircheseins fehlt. Die genannten kirchlichen Gemeinschaften, die vor allem wegen des Fehlens des sakramentalen Priestertums die ursprüngliche und vollständige Wirklichkeit des eucharistischen Mysteriums nicht bewahrt haben, können nach katholischer Lehre nicht „Kirchen“ im eigentlichen Sinn genannt werden.“